# Orophora unicolor
Orophora unicolor är en fjärilsart som beskrevs av Butler 1877. Orophora unicolor ingår i släktet Orophora och familjen säckspinnare. Inga underarter finns listade i Catalogue of Life.